# SBC東京医療大学
SBC東京医療大学（エスビーシーとうきょういりょうだいがく、英語: SBC Tokyo Medical University）は、千葉県浦安市明海5-8-1に本部を置く日本の私立大学。2005年創立、2005年大学設置。2023年度までの名称は了德寺大学。

## 沿革
- 2005年（平成17年）12月5日 - 学校法人了德寺大学設立。了德寺大学設置
- 2006年（平成18年）4月1日 - 了德寺大学開学。日本文化芸術学部日本文化芸術学科、健康科学部理学療法学科を設置
- 2007年（平成19年）4月1日 - 日本文化芸術学部日本文化芸術学科を芸術学部美術学科に名称変更。健康科学部に整復医療・トレーナー学科を設置
- 2011年（平成23年）4月1日 - 芸術学部美術学科の学生募集停止。健康科学部に看護学科を設置
- 2014年（平成26年）3月31日 − 芸術学部美術学科を廃止
- 2021年（令和3年）5月 - 了德寺大学附属銀座数寄屋橋クリニックを開設
- 2022年（令和4年）5月2日 - アクロス福岡（福岡県福岡市）に了德寺大学附属福岡天神クリニックを開設
- 2022年（令和4年）12月31日 - 初代理事長の了徳寺健二が、脱税容疑で東京国税局に摘発されたことを受けて理事長を退任
- 2023年（令和5年）1月11日 - 第2代理事長として、SBCメディカルグループホールディングス CEOである相川佳之が着任
- 2024年（令和6年）4月 - 大学名称を「SBC東京医療大学」に変更[1]

## 組織
- 健康科学部
  - 理学療法学科
  - 整復医療・トレーナー学科
  - 看護学科

## 取得が可能な資格
理学療法学科
理学療法士国家試験受験資格
トレーニング指導者受験資格
アスレティックトレーナー受験資格（公益財団法人 日本スポーツ協会）
整復医療・トレーナー学科
柔道整復師国家試験受験資格
アスレティックトレーナー受験資格
認定ストレングス＆コンディショニングスペシャリスト（CSCS）受験資格（特定非営利活動法人 NSCAジャパン）
健康運動指導士受験資格（公益財団法人 健康・体力づくり事業財団）
中学校教諭一種免許（保健体育）
高等学校教諭一種免許（保健体育）
看護学科
看護師国家試験受験資格
保健師国家試験受験資格
養護教諭一種免許

## 主な教員・関係者
- 了徳寺健二 - 初代理事長・ストレスフリー療法研究会 会長
- 相川佳之 - 第2代目理事長
- 檀和夫 - 学長・健康科学部 学部長
- 佐々木宏 - 名誉学長・医学教育センター長
- 佐藤みつ子 - 健康科学部看護学科長
- 山田利彦 - 教養部 部長
- 野口健 - 教養部 客員教授
- 網屋信介 - 教養部 客員教授

## 柔道部
学校法人了徳寺学園の時代から実業団柔道部を有しており、多くの柔道選手が職員として所属していた。
2009年世界柔道で福見友子（女子48kg級）が金メダル、平岡拓晃（男子60kg級）が銀メダルを獲得した。
2010年世界柔道で秋本啓之（男子73kg級）と西田優香（女子52kg級）が金メダル、福見友子が銀メダル、平岡拓晃が銅メダルを獲得した。
2011年世界柔道で佐藤愛子（女子57kg級）が金メダルを獲得した。
2012年ロンドンオリンピックで、平岡拓晃が了徳寺学園所属の選手としてオリンピックで初めてのメダルとなる銀メダルを獲得した。
2019年5月に柔道部が了徳寺学園から系列の了徳寺大学へ移管され、部員の肩書は了徳寺大学職員となった。
2018年ジャカルタアジア大会で角田夏実（女子52kg級）が金メダルを獲得した。以降は48kg級に移り、2021年世界柔道と2022年世界柔道を連覇した。
2021年開催東京オリンピックでウルフ・アロン（男子100kg級）が金メダルを獲得した。
大学理事長がSBC湘南美容クリニックグループ代表の相川佳之に交代したことにともない、2023年4月1日付で「SBC湘南美容クリニック柔道部」へ名称を変更した。
2023年世界柔道で角田夏実が3連覇。翌年の2024年パリオリンピックで角田が金メダルを獲得した。

## 備考
- 大学の最上階にある食堂がドラマ『特急田中3号』で使用された。その他のTV番組で使用されている。
- 2017 - 18年、了徳寺大を運営する学校法人と、同グループで専門学校を運営する学校法人が約10億円を関連法人に送金した。東京国税局は当時理事長だった了徳寺健二の給与と認定し、源泉所得税の徴収漏れを指摘した。了徳寺は「事業資金として借り入れたもの」と主張し、約6億円の税額に異議を示して訴訟の意向を示している[10]。

## 最寄駅
- JR京葉線新浦安駅

## ギャラリー

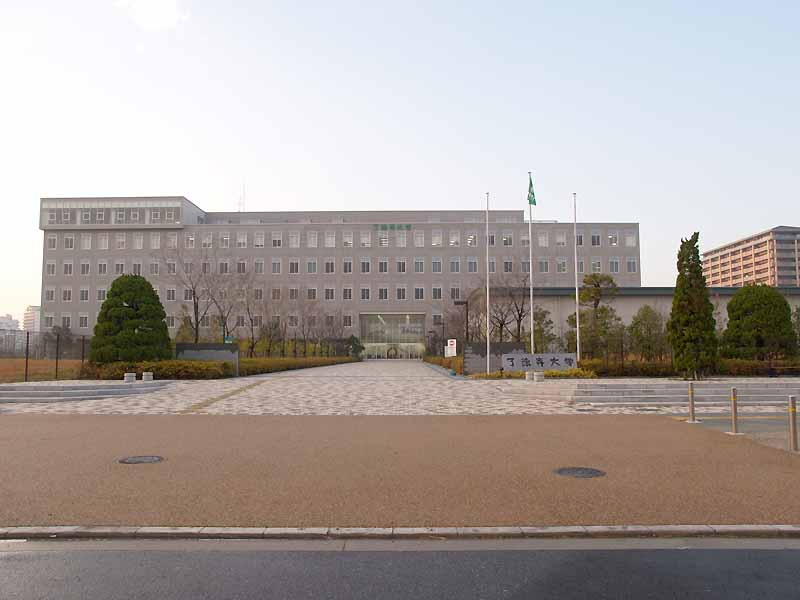
了徳寺大学時代（2007年）の正面